# 沖縄県道48号線
沖縄県道48号線（おきなわけんどう48ごうせん）は沖縄県島尻郡八重瀬町外間と南城市玉城富里とを結ぶ一般県道。

## 概要

### 区間
- 起点・島尻郡八重瀬町字外間（国道507号）
- 終点・南城市玉城字富里（国道331号）
- 総延長・8.02km
- 実延長・7.95km

### 通過自治体
- 島尻郡八重瀬町－島尻郡南風原町－南城市

### 交差する路線
- 国道507号（起点）
  - 津嘉山バイパス（南風原町神里）
- 沖縄県道77号糸満与那原線（南城市大里稲嶺）
- 沖縄県道17号線（南城市大里字稲嶺目取真）
- 沖縄県道236号玉城那覇自転車道線（沖縄のみち自転車道、南城市玉城屋嘉部）
- 国道331号（終点）

### 主要施設
- 沖縄玉城郵便局（南城市玉城当山）
- 南城市陸上競技場（南城市玉城富里）　旧玉城村時代は「国民運動場」と呼ばれていた

かつてあった施設
- 南城市役所（旧本庁舎、合併前の旧玉城村役場、南城市玉城富里）　2018年5月に大里庁舎と集約する形で佐敷新里のユインチホテル南城（旧沖縄厚生年金休暇センター）近くに移転

### 路線バス
那覇バスターミナルから南城市内へ乗り入れる路線（いずれも琉球バス交通）のほか、2019年10月から南城市がコミュニティバス「Nバス」の運行を開始（沖縄バスが運行担当）。南城市内の重要なバス路線である。
- 51番・百名（船越）線 全区間（ただし向陽高校経由は南城市玉城船越まで）
- 54番・前川線 八重瀬町外間 - 南城市大里稲嶺目取真（目取真経由のみ）
- 南城市コミュニティバス（Nバス）　主にCルートやDルートが多く、他のルートは1便の片道のみが多い（C・D・F1以外は平日のみの運行）
  - Cルート（玉城・大里一周線）　南城市大里稲嶺目取真 - 玉城船越、玉城糸数 - 富里（C1が糸数→富里→（国道331号・県道17号）→船越→目取真、C2はその逆）
  - Dルート（玉城東回り線）　南城市玉城屋嘉部（糸数入口） - 当山（玉城小学校前） - 富里（玉城小学校前を境にD1は富里、D2は糸数入口へそれぞれ向かう）
  - F1・F2ルート（玉城西回り線）　南城市大里稲嶺目取真→玉城当山（玉城小学校前）
  - F3ルート（玉城一周線）　南城市玉城屋嘉部（糸数入口）→大里稲嶺目取真
  - Gルート（向陽高校線）　南城市大里稲嶺目取真→玉城屋嘉部（糸数入口）

## 歴史・特徴
- 1953年（昭和28年）に琉球政府道48号線として指定。1972年（昭和47年）の本土復帰と同時に県道48号線となる。
- 1980年代、玉城村（現南城市玉城）当山 - 終点間のバイパスが開通（終点部を除く）。